# Isabel Groba Vieira
Isabel Cristina Groba Vieira é uma procuradora do Ministério Público Federal (MPF) que ganhou notoriedade por integrar a força-tarefa do MPF na Operação Lava Jato, em Curitiba.

## Biografia
Antes de ser procuradora, a carioca Isabel Groba Vieira foi auditora do Tribunal de Contas da União (TCU), onde trabalhou por nove anos.
Em abril de 2015, participou do acordo com a Suíça negociado pelo Ministério da Justiça e pela Secretaria de Cooperação Internacional da PGR em razão de bloqueio de valores por crimes apurados na Operação Anaconda e em outras ações penais pela prática de crimes contra a administração pública. O Brasil e a Suíça assinaram acordo de partilha de ativos para repatriação de US$ 19,4 milhões do ex-juiz federal João Carlos da Rocha Mattos, condenado pela Justiça Federal. O documento foi firmado pelo procurador-geral da República, Rodrigo Janot, pelo então ministro da Justiça, José Eduardo Cardozo, e pelo embaixador da Suíça, André Regli.

## Premiações

### Ajufe
Em 1º de junho de 2016, Isabel juntamente com os demais procuradores da força-tarefa foram premiados na sede da Justiça Federal, durante a abertura do 1.º Fórum Nacional de Administração e Gestão Estratégica da Justiça Federal (Fonage), o Prêmio Ajufe: Boas Práticas de Gestão para a Eficiência da Justiça Federal.

### Global Investigations Review
Em 24 de setembro de 2015, Isabel foi uma das procuradoras premiada pelo Global Investigations Review (GIR). O GIR é um portal de notícias consolidado no cenário internacional como um dos principais canais sobre investigações contra a corrupção e instituiu o prêmio para celebrar os investigadores e as práticas de combate à corrupção e compliance que mais impressionaram no último ano. Em seis categorias, foram reconhecidas práticas investigatórias respeitadas e admiradas em todo o mundo. A força-tarefa concorreu com investigações famosas como a do caso de corrupção na Fifa. Os países que disputaram o prêmio com o Brasil foram Estados Unidos, Noruega, Reino Unido e Romênia.